# Ga Bệnh viện Cảnh sát Quốc gia
Ga Bệnh viện Cảnh sát Quốc gia (Tiếng Hàn: 경찰병원역, Hanja: 警察病院驛) là ga tàu điện ngầm trên Tuyến 3 của Tàu điện ngầm Seoul nằm ở Garak-dong, Songpa-gu, Seoul. Vào 18 tháng 2 năm 2010, nó mở cửa một phần mở rộng hướng Đông của tuyến 3.

## Lịch sử
- 21 tháng 12 năm 2003: Khởi công xây dựng
- 29 tháng 10 năm 2009: Trạm được quyết định đổi tên thành Bệnh viện Cảnh sát Quốc gia[3]
- 18 tháng 2 năm 2010: Hoạt động kinh doanh bắt đầu với việc khai trương phần mở rộng Suseo ~ Ogeum của Tàu điện ngầm vùng thủ đô Seoul tuyến 3

## Bố trí ga
| Chợ Garak ↑ |
| \| N/B      |
| ↓ Ogeum     |

| Hướng Bắc | ●Tuyến 3 | ← Hướng đi Suseo · Dogok · Oksu · Chungmuro · Daehwa |
| Hướng Nam | ●Tuyến 3 | → Hướng đi Ogeum →                                   |

## Xung quanh nhà ga
- bệnh viện cảnh sát
- Trung tâm phúc lợi việc làm Seoul Dongbu
- Công viên khu phố Garak
- Trường tiểu học Seoul Shinga
- Trường trung học cơ sở Seokchon
- Trung tâm phúc lợi hành chính Garak 2-dong
- Trung tâm giam giữ phía đông Seoul
- Phố Munjeong Rodeo
- Công viên Geonmal

## Hình ảnh

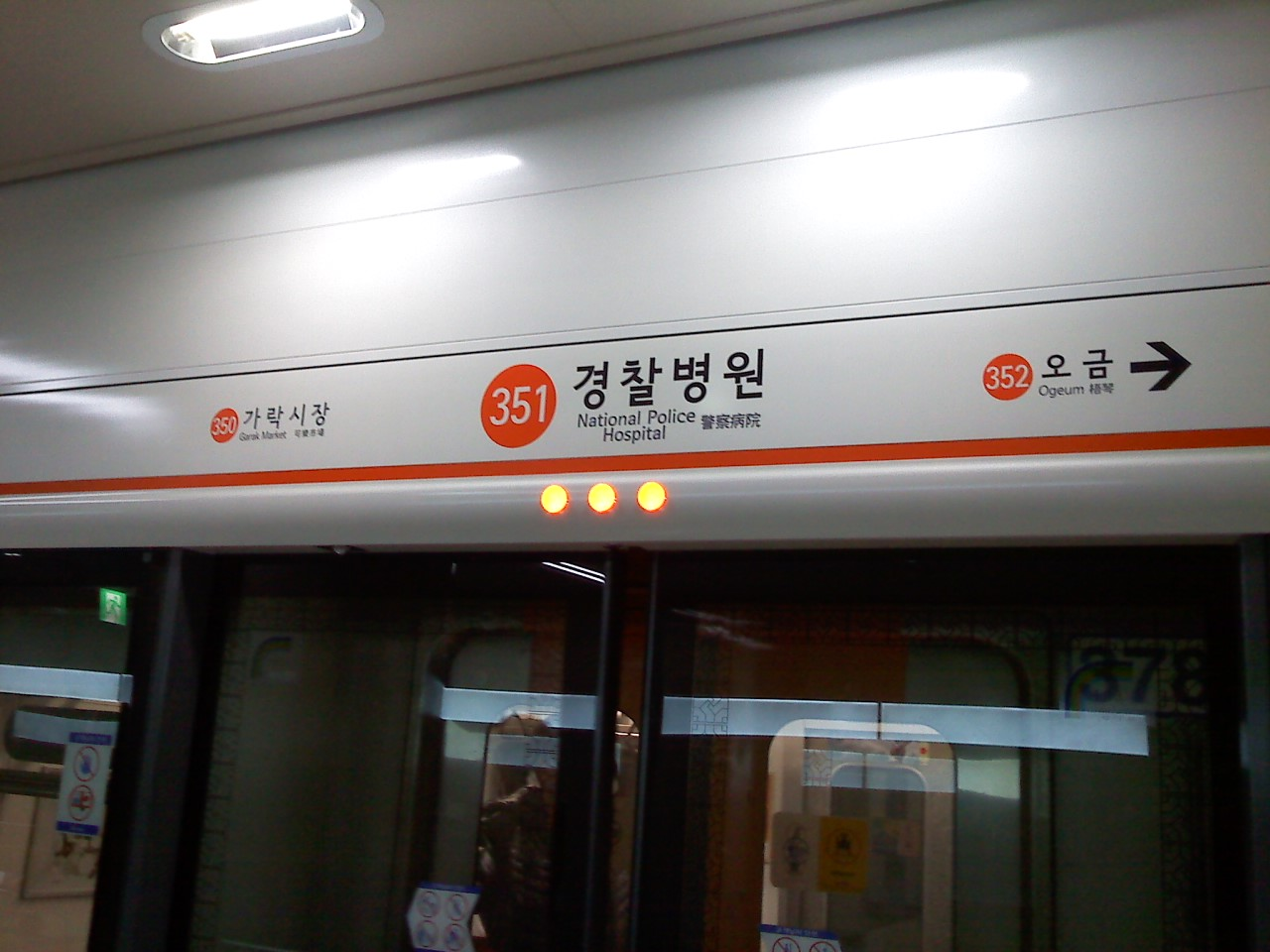
Cửa chắn sân ga
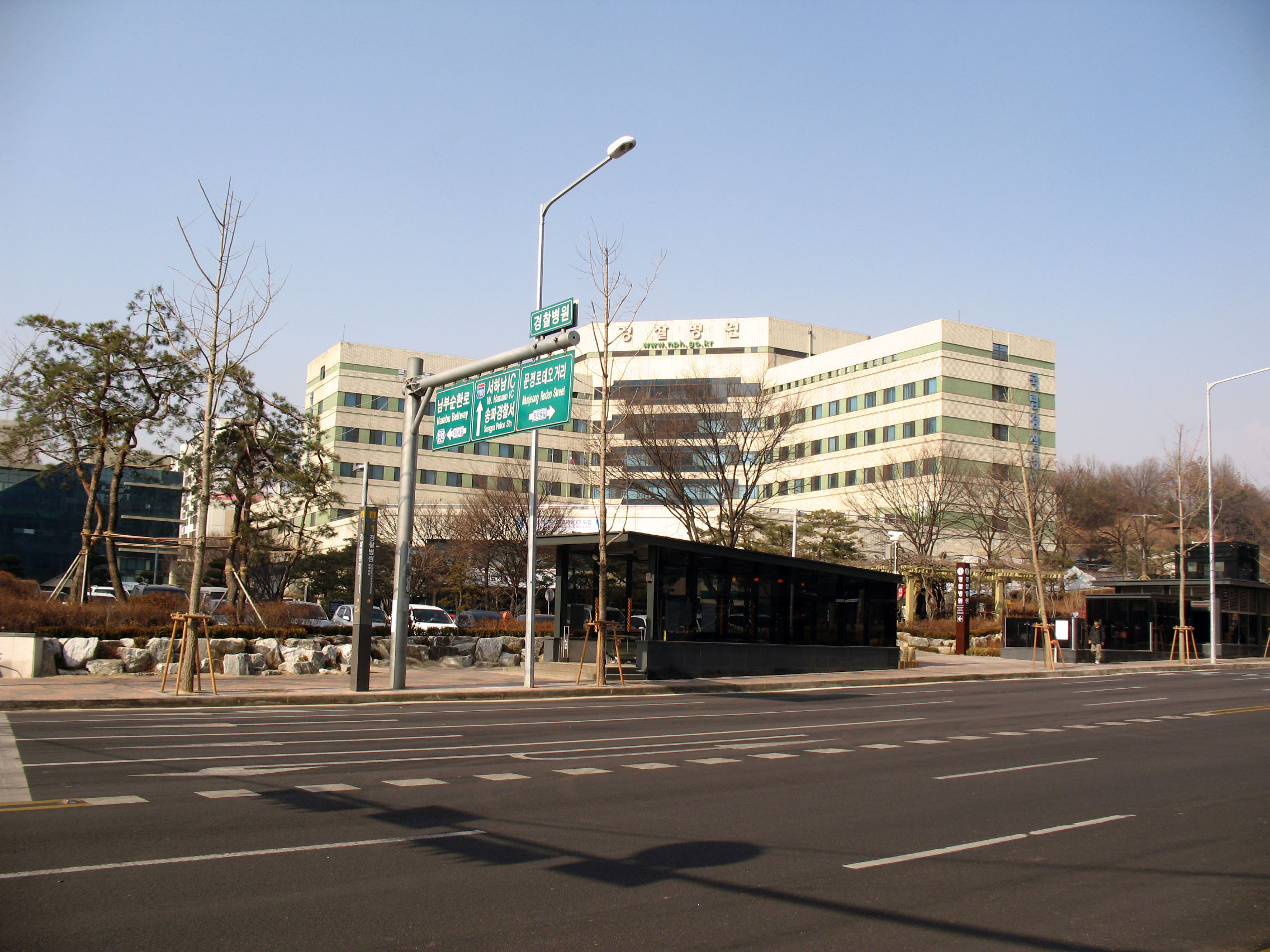
Bệnh viện Cảnh sát Quốc gia và Lối ra 1
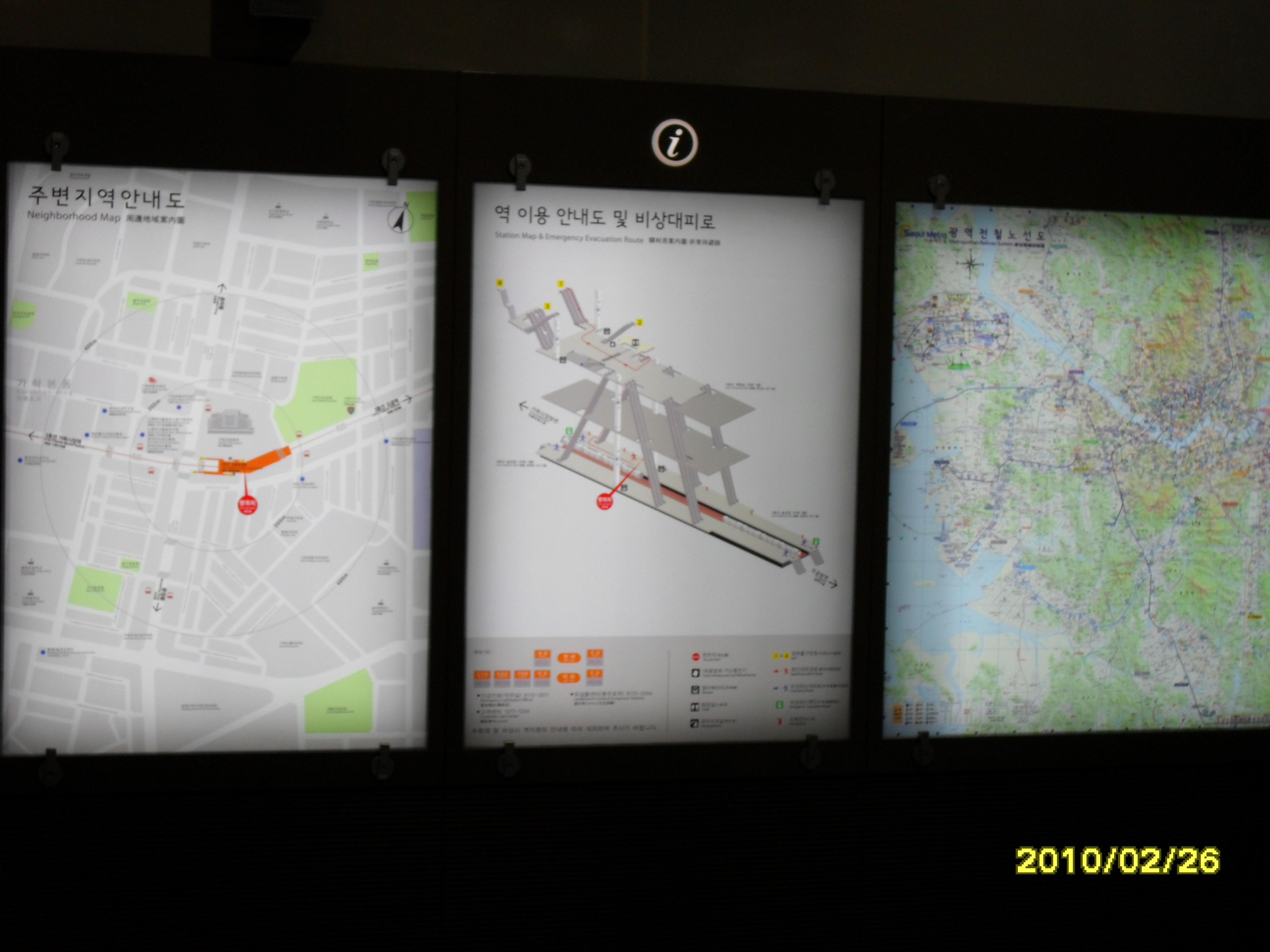
Bản đồ hướng dẫn toàn diện
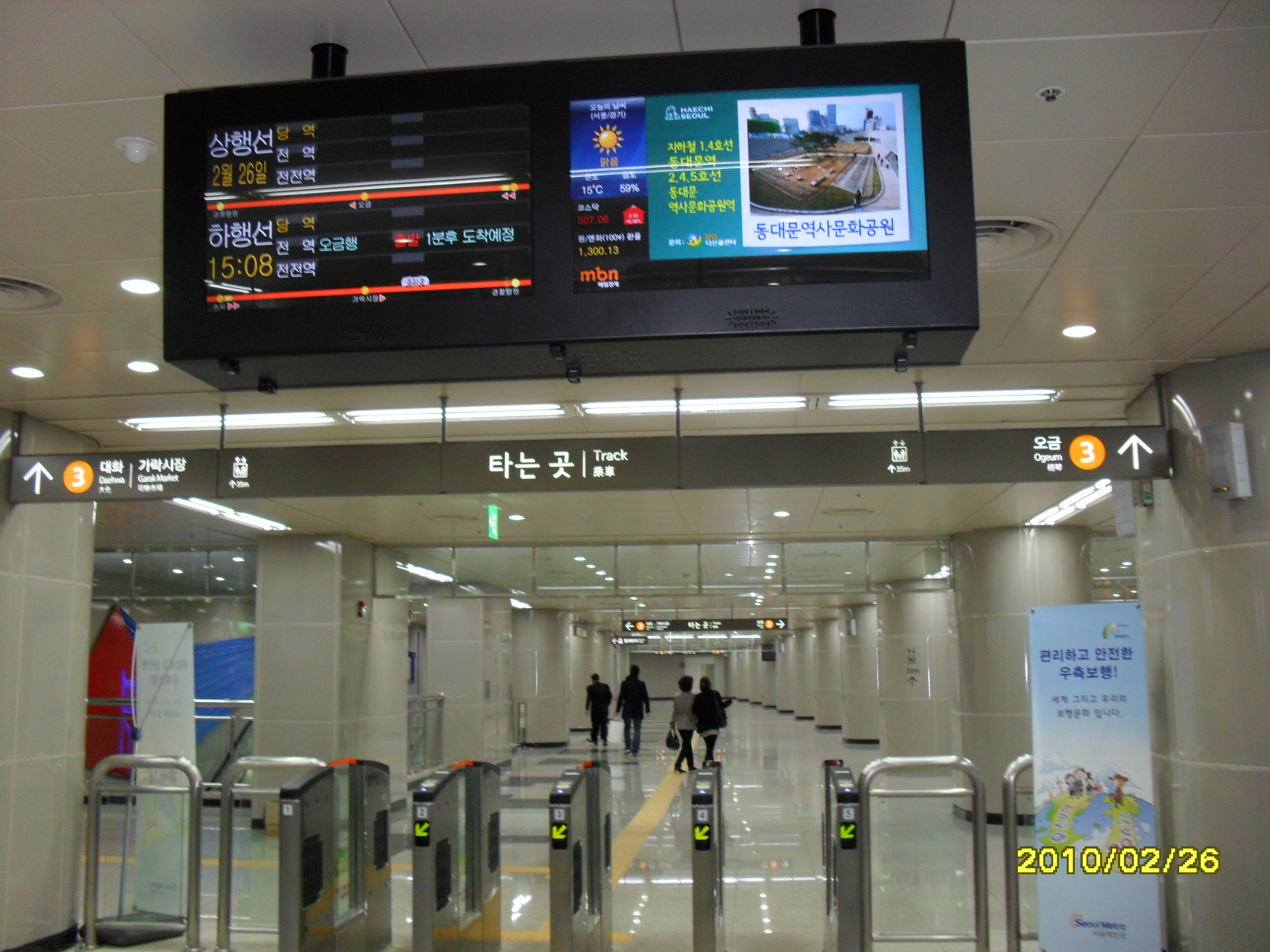
Cửa soát vé
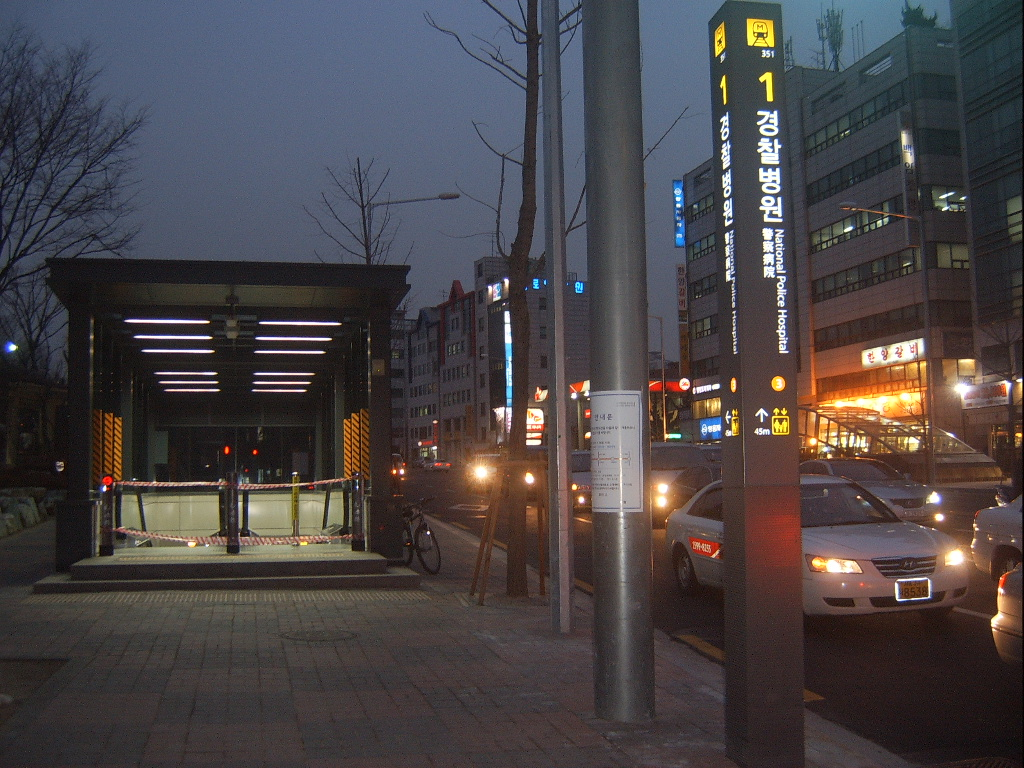
Lối ra 1
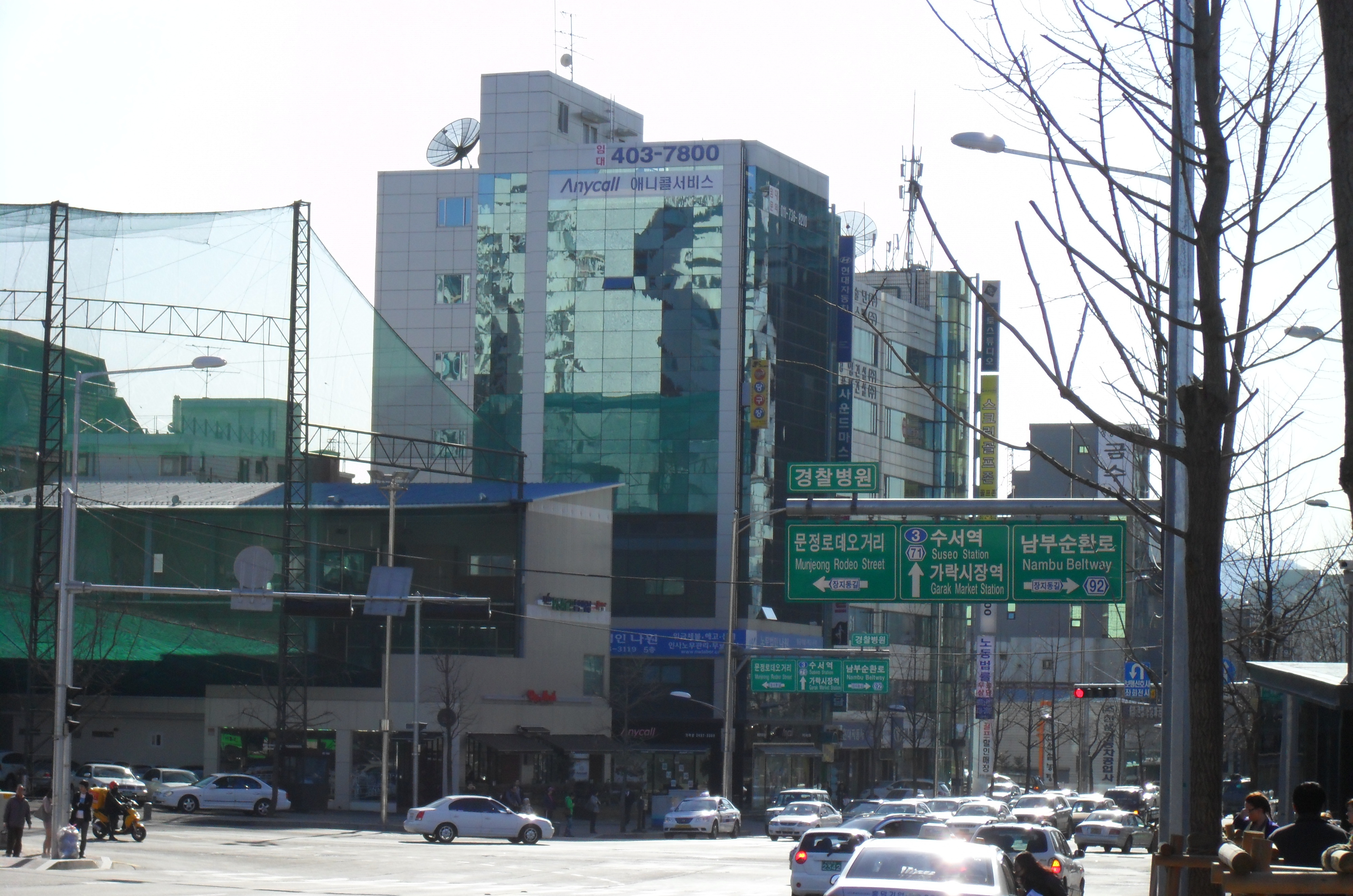
Ngã tư gần nhà ga